# Synaptola lamottei
Synaptola lamottei är en skalbaggsart som beskrevs av Pierre Lepesme och Stefan von Breuning 1952. Synaptola lamottei ingår i släktet Synaptola och familjen långhorningar. Inga underarter finns listade i Catalogue of Life.